# بری پرل
بری پرل (انگلیسی: Barry Pearl؛ زادهٔ ۲۹ مارس ۱۹۵۰ ‏(۷۵ سال)) یک هنرپیشه، و بازیگر سینما اهل ایالات متحده آمریکا است.
از فیلم‌ها یا برنامه‌های تلویزیونی که وی در آن نقش داشته است می‌توان به گریس اشاره کرد.